# Mortara
Mortara (Murtära in dialetto lomellino) è un comune italiano autonomo di 15 739 abitanti della provincia di Pavia in Lombardia. È nota per la produzione del salame d'oca a Indicazione geografica protetta (IGP). E il quarto comune della provincia di Pavia per numero di abitanti dopo Pavia, Vigevano e Voghera.

## Geografia fisica

### Territorio
Mortara si trova nella Lomellina centro-settentrionale, nella pianura tra l'Agogna e il Terdoppio.

È attraversata completamente dal torrente Arbogna-Erbognone e dal Cavo Panizzina.
Dista circa 41,5 km da Milano, 41 km da Pavia, 30 km da Vercelli, 25 km da Novara (6 km dal confine con la provincia di Novara e il Piemonte) e 14 km da Vigevano.

### Clima
Classificazione climatica: Zona E (2641 Gradi giorno)
Mortara presenta un clima temperato caldo, stabilmente umido, con estate molto calda (classificazione Köppen-Geiger Cfa) tipico della pianura Padana.

## Storia
(Ludovico Ariosto, I cinque canti - canto II, 88)

Piazza Martiri della Libertà: il municipio

Secondo la tradizione, la città fu fondata attorno al VII sec. a.C. da popolazioni celtiche su un luogo più asciutto e salubre delle paludi circostanti. Alcuni storici locali, tra i quali il Pezza, fanno risalire il reticolo di stradine ortogonali intorno all'attuale via Roma, a un abitato di epoca romana sviluppato sulla pianta di un antico castrum. Tuttavia l'unico elemento storicamente certo sulle vicende antiche del luogo, è dato dalla pietra miliare attualmente conservata presso l'ingresso laterale della chiesa di San Lorenzo.
Nel Medioevo la città apparteneva alla contea di Lomello. Il 12 ottobre 773 fu teatro di un cruento scontro tra l'esercito di Carlo Magno e i longobardi di Desiderio e, da leggenda, ne derivò probabilmente il toponimo Mortara (da Mortis Ara, "altare dei morti"). Altre fonti attribuiscono il toponimo all'esistenza di un altare, dedicato al dio Marte.
Nel 1164 Federico I la sottopose al dominio di Pavia, e Mortara divenne sede di podesteria. Passò in seguito sotto il dominio milanese, prima dei Visconti e poi degli Sforza e divenne luogo di caccia e di svago per la corte ducale. Gian Galeazzo Visconti concesse al borgo l'autorizzazione per cambiare il proprio nome in Beldiporto, denominazione che mantenne fino al 1402. Sotto gli Sforza fu feudo personale di Ludovico il Moro. Appartenne per qualche tempo alla duchessa Beatrice d'Este, per donazione del marito Ludovico.
Caduti gli Sforza nel 1499, divenne signoria di Gian Giacomo Trivulzio e poi di Obicino Caccia; al ritorno degli Sforza, venne infeudata a Matteo Beccaria di San Gaudenzio, che non lasciò discendenza maschile; la signoria fu dunque concessa a Cristina di Danimarca. Dopo essere ritornata libera tra il 1580 e il 1613, sotto il governo spagnolo (1535-1706) Mortara divenne marchesato, attribuito al governatore spagnolo di Alessandria Rodrigo de Orozco y Ribera e rimase in possesso dei suoi discendenti fino al 1706, anno del definitivo affrancamento. In quest'epoca Mortara divenne un'importante piazzaforte a difesa dei confini occidentali del ducato milanese.
Nel 1707 Vittorio Amedeo II di Savoia conquistò Mortara, elevandola al rango di città regia (affrancata dunque dal feudalesimo) e di capoluogo della provincia di Lomellina. Questi importanti cambiamenti vennero ratificati con il trattato di Utrecht nel 1713. La città mantenne questo ruolo fino al 1860, arricchendosi di palazzi e costruzioni ottocentesche quali il Palazzo comunale (1857) e il Teatro dedicato a Vittorio Emanuele II (1845).
Nel 1849 vi si svolse la battaglia di Mortara. Con l'Unità d'Italia (Decreto Rattazzi del 1859) fu assegnata alla provincia di Pavia come capoluogo del circondario della Lomellina.
La città possedeva un castello, edificato probabilmente prima del dominio longobardo, cinto da mura e circondato da un fossato. La fortezza sorgeva nella zona dell'attuale santuario di Sant'Antonio, dove si trovava la chiesa dedicata a Santa Maria di Castello e si estendeva per una vasta porzione, fino a toccare piazza Silvabella. Nel XV secolo il castello versava in precarie condizioni e fu via via demolito; il materiale venne recuperato per ampliare i bastioni della città. Una lunga via sotterranea metteva in comunicazione la rocca con alcuni avamposti, situati in posizioni strategiche della cinta muraria. Probabili resti del castello, inglobati in cortili e case private, sono tutt'oggi esistenti.

### Simboli
Un primo stemma in cui appare solamente un mortaio – in assonanza con il toponimo. – è documentato in una lettera del 17 giugno 1462 inviata alla duchessa Sforza. Un'altra rappresentazione si trovava su un sigillo presente sulla cassa dell'organo della basilica di San Lorenzo realizzato nel 1592 dall'intagliatore milanese Virgilio Del Conte: «uno scudo troncato semipartito, con l'aquila spiegata in alto, un mortaio nel primo riquadro in basso e un cervo saliente nel secondo (…)».
Lo stemma attuale venne approvato con delibera del consiglio comunale del 30 giugno del 1967 dove il capo dell'Impero era in realtà un capo di Svevia, nel quale il fondo su cui è caricata l'aquila era d'argento e non d'oro, e timbrato dalla corona patriziale utilizzata sin dal 1848 negli stampati e nei sigilli comunali.
Stemma e gonfalone sono stati poi concessi ufficialmente con decreto del presidente della Repubblica del 26 novembre 1969.
Albero e cervo farebbero riferimento alla grande foresta, la silva pulcra, attraverso la quale passò la regina Teodolinda quando, sposato Agilulfo, da Lomello andò a Monza.
Il gonfalone è un drappo rettangolare di azzurro riccamente ornato di ricami d'oro.

## Monumenti e luoghi d'interesse

### Architetture religiose

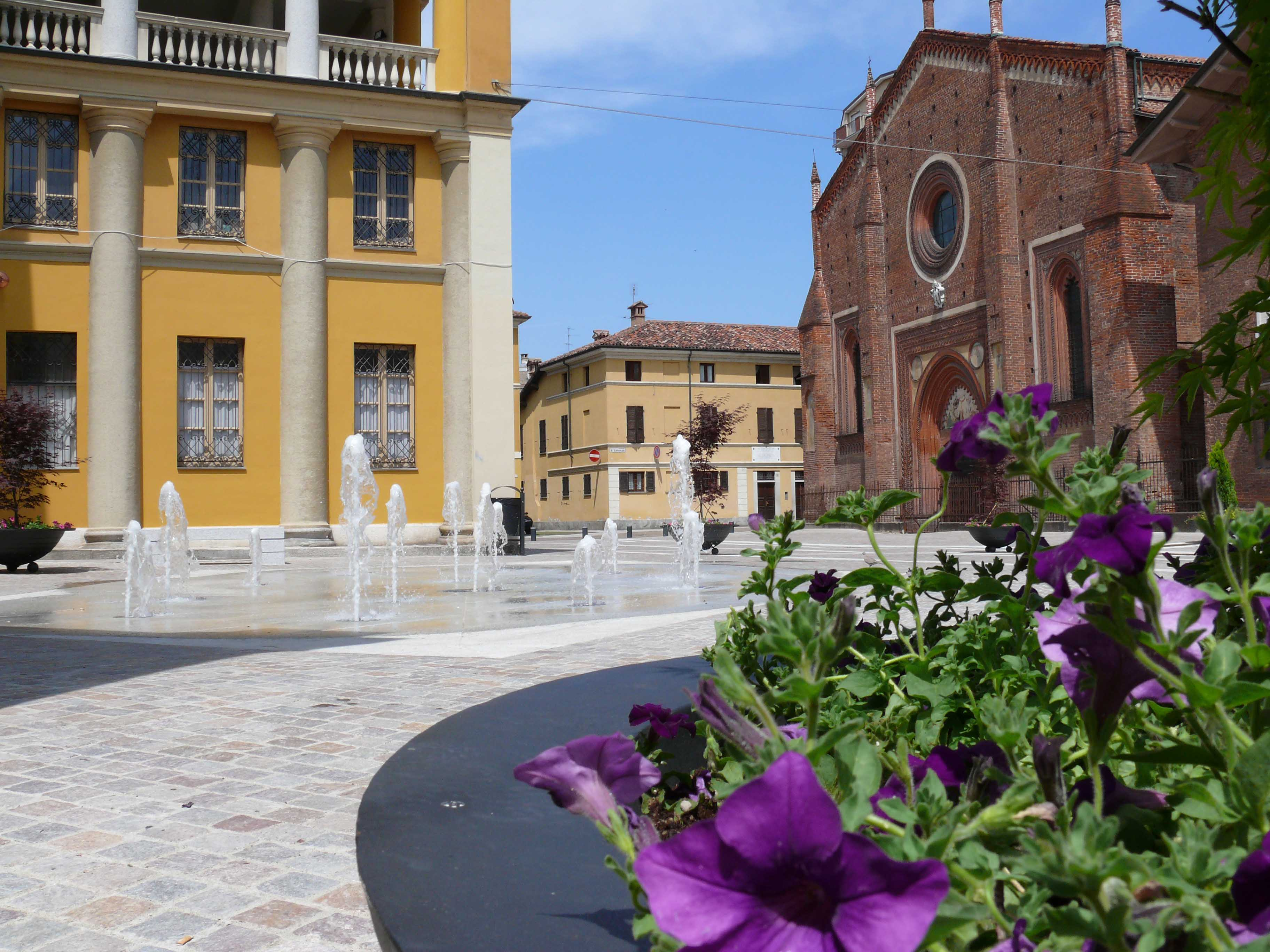
Piazza Monsignor Dughera

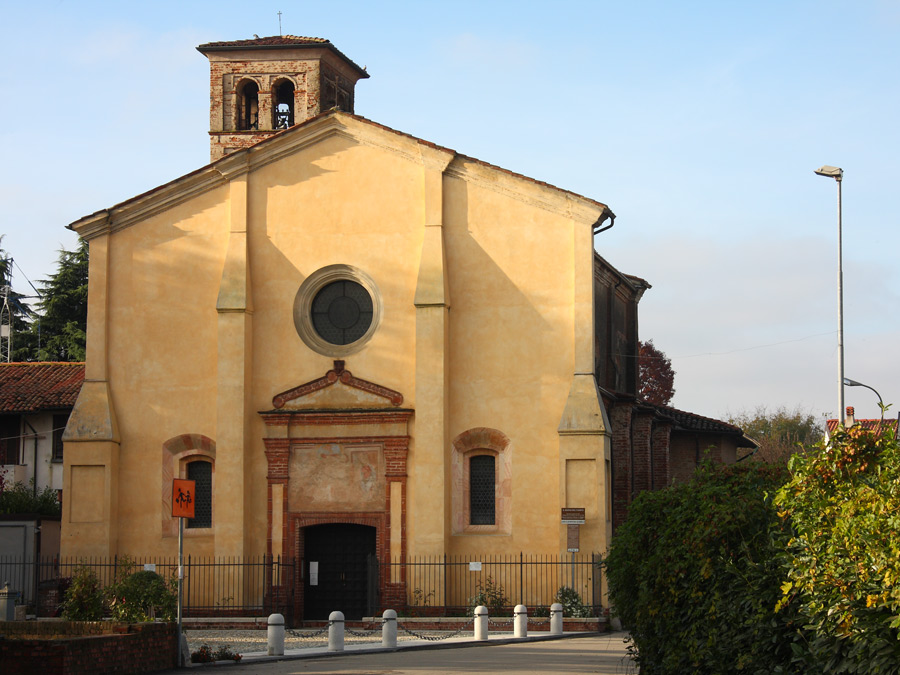
Chiesa di Santa Maria del Campo

- La basilica in stile gotico lombardo, dedicata a san Lorenzo (1375-1380), si affaccia in piazza Monsignor Dughera, alle spalle del municipio. Conserva opere pittoriche e scultoree dei secoli XV, XVI e XVII
- La cinquecentesca abbazia di Santa Croce, chiesa legata ai mortariensi, con l'annesso coevo Palazzo Lateranense
- La chiesa dedicata a san Carlo Borromeo che ospita le reliquie di santa Veneranda, eretta per voto nel 1633.
- L'abbazia di Sant'Albino, posta appena fuori dall'abitato, che secondo la leggenda fu fondata da Carlo Magno nel 773
- Il santuario di Santa Maria del Campo, situata nell'omonima frazione a nord-ovest della città (Madonna del Campo), edificata in forme gotico-lombarde
- La chiesa di san Gaudenzio o della Santissima Trinità, annessa alla Casa Madre delle Suore Missionarie dell'Immacolata Regina della Pace
- Il santuario di Sant'Antonio da Padova, aperto al culto nel 1927 e annesso all'ex-convento dei frati francescani
- La chiesa di San Dionigi, edificata prima del 1300 nelle vicinanze della basilica di San Lorenzo; fu sede di una confraternita e oggi è in rovina e sconsacrata
- La chiesa di San Cassiano, oggi tramutata in sala polifunzionale di proprietà privata
- La moderna chiesa, dedicata a San Pio X
- La chiesa della Beata Vergine del Rosario a Casoni di Sant'Albino: il vescovo di Vigevano Pietro De Gaudenzi istituì la chiesa in vicecura il 31 dicembre 1878; questa diventerà rettoria il 1º luglio 1948 con il vescovo Antonio Picconi.[12]
- La chiesa di Nostra Signora della Bozzola alla Guallina
- La chiesa di Santa Croce alla Cattanea
- La chiesa di San Pietro a Casoni dei Peri

### Architetture civili

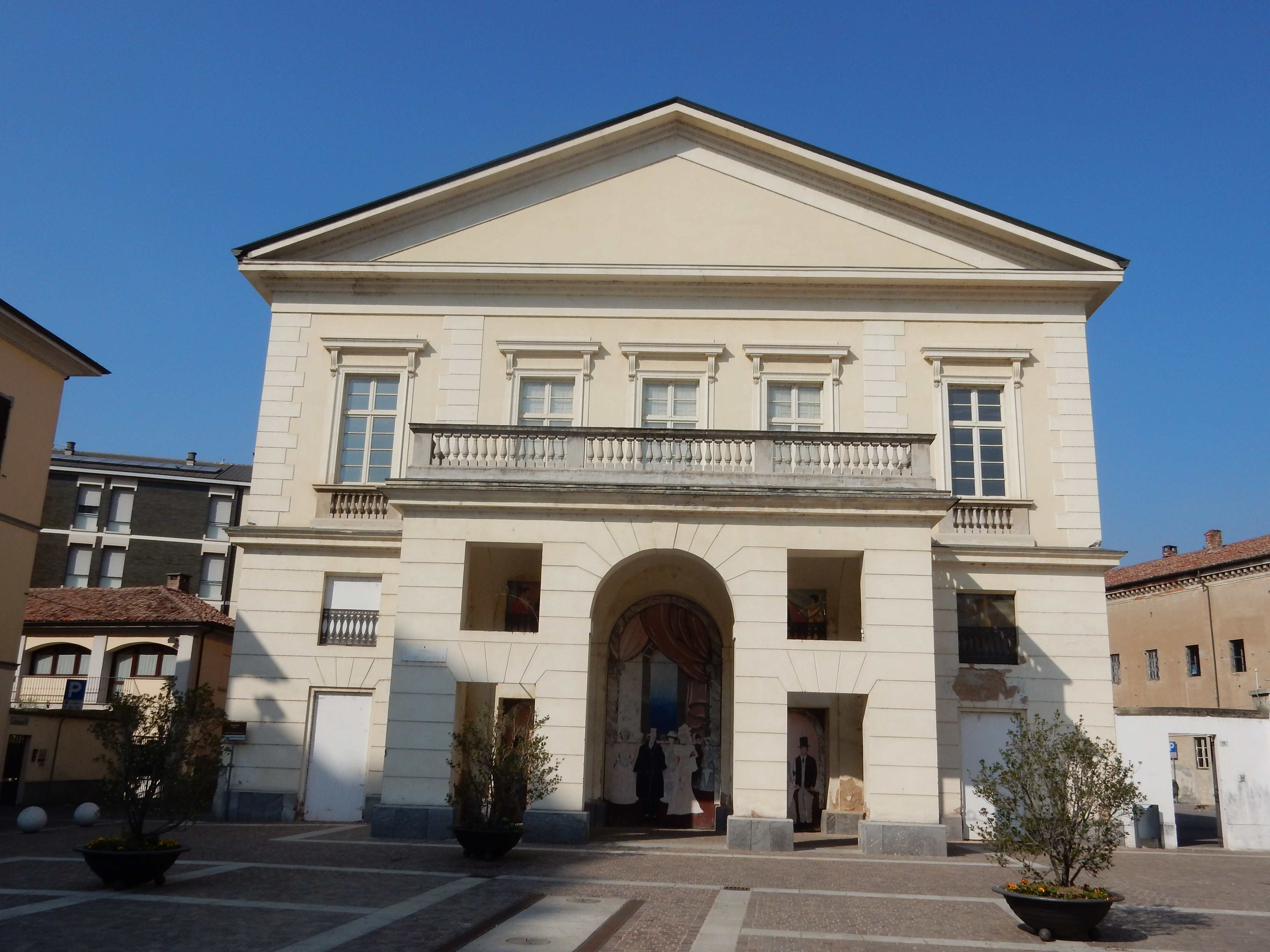
Facciata Teatro Vittorio Emanuele II

- Il palazzo municipale fu edificato nel 1857 su progetto di Pietro Troncone; doveva completarsi nel 1862 con un progetto di Alessandro Antonelli, ma furono poste solo alcune colonne di granito. Fino al 1850 il comune aveva sede nel Palazzo Pretorio posto in piazza Silvabella.
- Il teatro comunale Vittorio Emanuele II, edificato nel 1846 a opera dell'architetto Celestino Braccio
- Palazzo del Moro, residenza di caccia di Ludovico il Moro, opera quattrocentesca di Gualtieri di Candia, collaboratore lombardo di Leonardo da Vinci
- Palazzo Cambieri, storico edificio oggi sede di numerosi servizi al cittadino
- Palazzo Lateranense, un tempo convento, fu sede del Regio Ginnasio e poi delle due scuole medie statali "Luigi Travelli" e "Giovanni Josti". La struttura conserva la sua forma originaria, con il cortile interno a pianta quadrata e ad arcate, anche se ha subito pesanti manomissioni durante il XX secolo. Il 17 marzo 1849 ospitò il re Carlo Alberto, proprio tre giorni prima della battaglia di Mortara. Versa in precario stato di conservazione
- Il cimitero urbano, progettato nel 1886 da Angelo Colla in stile lombardo a grandi chiostri, ospita sculture e affreschi di artisti locali.
- La scuola primaria Teresio Olivelli, interessante esempio di stile razionalista Italiano, inaugurata nel 1941, presenta all'interno una scala elicoidale in marmo
- La stazione ferroviaria, ricostruita a seguito dei bombardamenti della seconda guerra mondiale
- L'ospedale Sant'Ambrogio, oggi in disuso, fu costruito nel 1856 e le sue prime beneficenze risalgono al 1437. Il nuovo ospedale "Asilo Vittoria" è ubicato alla periferia della città, sulla strada che porta a Pavia.

### Aree verdi
- Il parco "Nuovi Nati" è sito nella zona periferica della città nel quartiere San Pio X.
- La Lea Longa (viale Dante), viale alberato, un tempo sede del mercato del bestiame, collega il Rondò della battaglia e il rondò Carlo Magno costeggiando corso Ariosto
- L'area di piazza Italia è un piccolo lembo verde dedicato principalmente a parco giochi per i bambini. È situato sull'omonima piazza nei pressi della scuola elementare Teresio Olivelli (vedi sopra). I giardini in essa presenti sono stati da poco dedicati ad Andrea Massucchi.
- Il parco di piazza Istria, area di recente costruzione, consta di un percorso circolare a pendenze variabili immerso nel verde. Il parchetto è situato nelle vicinanze della piscina comunale e del palazzetto dello sport
- Il parco di via Mirabelli, area attrezzata per lo svago dei più piccoli.
- Il parchetto di piazza Guida
- Il "dog park" di via Mirabelli, interamente dedicato ai cani.

## Via Francigena
Il tracciato classico della Via Francigena, proveniente da Robbio e Nicorvo, passa nella frazione di Madonna del Campo e arriva in città, percorrendo tutto corso Garibaldi sino all'abbazia di Sant'Albino, importante tappa storica del percorso, che successivamente si dirige verso Tromello.

## Società

### Evoluzione demografica
Abitanti censiti

### Etnie e minoranze straniere
Gli stranieri residenti nel comune sono 2 115, ovvero il 13,5% della popolazione. Di seguito sono riportati i gruppi più consistenti:
1. Romania, 941
2. Marocco, 315
3. Albania, 121
4. Tunisia, 118
5. Costa d'Avorio, 111
6. Cina, 109
7. Ucraina, 99
8. Egitto, 80
9. Moldavia, 73
10. Ecuador, 71

### Tradizioni e folclore
Il Palio di Mortara si svolge due volte l'anno: la prima domenica di maggio e l'ultima domenica di settembre.

## Cultura
Il 14 luglio 2011 è stata inaugurata una nuova struttura culturale, il Civico17, vera e propria piazza del sapere del comune di Mortara, che al suo interno riunisce la biblioteca Francesco Pezza, il fondo storico del Comune di Mortara e ampie aree dove è possibile svolgere le più disparate attività. Il luogo, fortemente voluto dall'amministrazione guidata dall'allora sindaco Roberto Robecchi e dall'assessore alla cultura Fabio Rubini, è adatto soprattutto per i giovani studenti e non che, grazie al Wi-Fi gratuito su tutta l'area (interna ed esterna) possono essere collegati in rete con il mondo intero. Il Civico17, grazie alla preziosa consulenza di Antonella Agnoli è subito balzato agli onori delle cronache: indicato dai principali quotidiani italiani come uno degli esempi da seguire per il rinnovo delle biblioteche, il "Civico" ha ben presto racchiuso in sé la fantasia delle biblioteche italiane unita al pragmatismo degli Idea Store londinesi.
Il Civico17 si trova in via Vittorio Veneto 17.

### Scuole
- Scuola primaria Teresio Olivelli
- Scuola secondaria di primo grado "Luigi Travelli - Giovanni Josti'"
- Istituto d'Istruzione superiore "Angelo Omodeo"
- Istituto professionale "Ciro Pollini"

### Eventi

#### Festa San Pio X
- La prima domenica di settembre, nel rione di San Pio X, si tiene la festa patronale-parrocchiale.

#### Sagra del Salame d'Oca
- A Mortara l'ultima domenica di settembre si tiene la Sagra del salame d'oca di Mortara (dalla popolazione chiamata anche "Sagra dell'Oca"), con eventi che si svolgono durante tutta la seconda metà del mese. Durante la sagra è possibile mangiare prodotti d'oca, tutti rigorosamente locali.

### Il Palio e le Contrade
Il Palio dell'oca di Mortara è una competizione che si svolge nell'ultima domenica di settembre in concomitanza con la Sagra del salame d'oca. L'evento consiste in una sfida nel gioco dell'oca, dove sono le persone a procedere casella dopo casella come pedine, inoltre ad avanzare nel gioco non è il lancio di dadi bensì il tiro al bersaglio di arcieri che rappresentano la propria contrada d'appartenenza.
Le Contrade nel dettaglio sono:
- San Cassiano: contrada dei vignaioli, colori bianco e verde, rappresenta il centro storico della città.
- Le Braide: contrada dei mugnai, colori giallo e rosso, rappresenta la zona ovest del centro abitato.
- La Torre: contrada degli orafi, colori giallo e nero, rappresenta il nucleo con confini nord e sud del comune.
- Il Moro: contrada dei cacciatori, colori giallo e verde, rappresenta la zona est di Mortara.
- San Dionigi: contrada dei panettieri, colori rosso e blu, rappresenta la parte sud della città.
- Sant'Albino: contrada degli speziali, colori bianco e blu, rappresenta il sud-est del centro abitato.

### Media
Attualmente a Mortara esistono due periodici locali: L'Informatore Lomellino (nato nel 1949) e La Lomellina (2009). Entrambi escono in edicola il mercoledì.

### Teatro
- L'auditorium Città di Mortara, di recente costruzione, è annesso alla nuova scuola secondaria di primo grado; ospita la rassegna musicale "Mortara on Stage".

## Economia
Oggi la città è un moderno centro agricolo: nelle campagne circostanti si coltiva prevalentemente riso e mais. Per l'allevamento, particolare rilevanza ha quello delle oche, la cui carne è utilizzata per il salame d'oca di Mortara I.G.P e per prosciutti e pâté di fegato, realizzati da un consorzio che riunisce i salumai cittadini.
Nel settore industriale sono presenti stabilimenti che operano nel settore chimico, dei truciolati e meccanico.
Per quanto riguarda il settore commerciale, sono presenti con i loro punti vendita molte catene di grande distribuzione, tra cui Bennet. La Sala contrattazione merci di Mortara, inoltre, è una delle più importanti d'Italia per quanto riguarda la compravendita del riso.
Il turismo è favorito dal fatto che Mortara si trovi sulla via Francigena e dalle specialità culinarie a base d'oca, note fin dall'epoca sforzesca. 
Guido da Cozzo, poeta trecentesco, dopo una sua visita in città, si espresse così:

una locanda che si noma Becco

che lo palato sazia al contadino

con grasse oche e schietto vino secco

e pur sallama d'oca in mostra trovi

che dar di gola fa chiunque provi»
(Guido da Cozzo)

## Geografia antropica

### Frazioni
- Casoni di Sant'Albino: in questa frazione è situata la chiesa della Beata Vergine del Rosario. Inoltre fino al 1177 ci fu una chiesetta campestre dedicata a Santa Maria delle Barze, anno in cui si discusse per la sua autonomia.
- Gualina: in questa piccola frazione di Mortara (circa un centinaio di abitanti), è presente una piccola chiesetta del 1900, dedicata alla Beata Vergine della Bozzola.
- Molino Faenza: il nome di questa frazione è legato al mulino che la contiene, edificato attorno al 1930. A oggi in vendita, questo edificio è rimasto completamente abbandonato dal momento in cui venne chiuso. Sebbene le macchine per macinare e l'edificio che le contiene sono dei primi anni '30, un camino su un altro edificio al centro della struttura, riporta la scritta 1856. Si presume quindi che la struttura sia più antica.
- Madonna del Campo: la frazione trae il nome dal piccolo santuario situato all'interno di essa. La chiesa è molto antica ed esisteva già nel 1145 con il nome di Santa Maria della Pertica (dalla tradizione degli antichi longobardi di issare dei pali sormontati da colombi di legno in ricordo dei loro morti). Di quell’epoca rimangono, però, pochissime tracce.
- Medaglia, confina con Parona

## Infrastrutture e trasporti

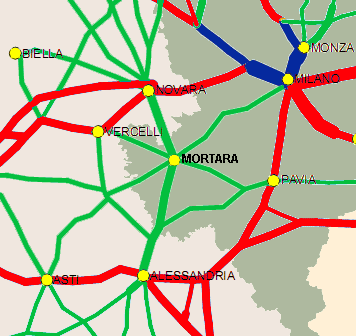
La porzione di rete ferroviaria nei pressi di Mortara

Nella sua storia Mortara è sempre stata un importante nodo stradale e ferroviario.
Le strade principali che attraversano il comune sono la strada statale 494 Vigevanese, la strada statale 211 della Lomellina e la strada statale 596 dei Cairoli.
Il centro è servito dalla stazione di Mortara, collegata a Milano, Alessandria e Novara mediante le linee ferroviarie Milano-Mortara e Novara-Alessandria, a Casale Monferrato e Asti attraverso la Mortara-Asti, a Pavia e Vercelli mediante la ferrovia Pavia-Vercelli.
Fra il 1884 e il 1933 Mortara ospitò inoltre il capolinea occidentale della tranvia Mortara-Ottobiano-Pieve del Cairo.

## Amministrazione
| Periodo | Periodo | Primo cittadino   | Partito                                                                                 | Carica  | Note                       |
| ------- | ------- | ----------------- | --------------------------------------------------------------------------------------- | ------- | -------------------------- |
| 1993    | 1993    | Andrea Olivelli   | Lega Nord                                                                               | Sindaco |                            |
| 1994    | 2002    | Roberto Robecchi  | Forza Italia                                                                            | Sindaco |                            |
| 2002    | 2007    | Giorgio Spadini   | Cen. des. Contr. Uff. "Per Mortara - Casa delle Libertà" - FI, AN, UDC, LN              | Sindaco |                            |
| 2007    | 2012    | Roberto Robecchi  | Lista civica "Robecchi Sindaco" - Lega Nord                                             | Sindaco |                            |
| 2012    | 2017    | Marco Facchinotti | Lista "Facchinotti Sindaco" - Lega Nord Padania                                         | Sindaco |                            |
| 2017    | 2022    | Marco Facchinotti | Lista civica: “Viviamo Mortara” - Lega Nord                                             | Sindaco |                            |
| 2022    | 2025    | Ettore Gerosa     | - Fratelli d'Italia - Lista civica: “Insieme si può!” - Lista civica: “Viviamo Mortara” | Sindaco | Deceduto l'11 luglio 2025. |

## Sport
- Società ginnastica "La Costanza Andrea Massucchi", fondata nel 1884. La società porta il nome del ginnasta mortarese Andrea Massucchi, argento al volteggio nei campionati mondiali di San Juan a Porto Rico nel 1996 e morto nel 1997.
- Società Sportiva Mortara, squadra di calcio cittadina, è fallita nel 2023. La Pro Mortara disputa il campionato di Prima Categoria.
- Virtus Mortara, polisportiva comprendente squadre di pallacanestro (campionato provinciale di Promozione e settore giovanile), calcio a 5 (serie C1) e pallavolo.
- Associazione sportiva dilettantistica Asmo Mortara calcio.

Tra gli anni novanta e l'inizio degli anni 2000 era presente una squadra di pallamano femminile. Nella stessa stagione (2002-2003) vinse campionato di A2 e la coppa Italia, ma fallì e cessò la propria attività nella stagione successiva appena approdata nella massima serie.
Tra gli anni settanta e ottanta, la squadra Basket Club Mortara, che ha cessato l'attività, ha disputato il campionato di serie B2.